# Sénéchaussée de Guérande
La sénéchaussée de Guérande est une sénéchaussée de la Bretagne dont Guérande fut le siège à partir de 1365.
En 1551, l'édit de création des présidiaux la rattache à l'autorité juridique de Nantes.

## Ressort
L'édit de 1565 accroît le ressort initial de la sénéchaussée — Batz, Camoël, Escoublac, Férel, Guérande, Herbignac, Mesquer, Pénestin, Saint-André-des-Eaux, Saint-Lyphard, Saint-Molf, Saint-Nazaire — de nouvelles paroisses : châtellenie d'Assérac, Le Croisic, Le Pouliguen et Piriac.